# O-xylen
o-Xylen (ortho-xylen) je aromatický uhlovodík, jeden ze tří izomerů dimethylbenzenu (xylenu). Předpona o- nebo ortho- označuje, že dvě methylové skupiny jsou u této látky na benzenovém jádře umístěny v polohách 1 a 2; dalšími izomery jsou m-xylen (1,3-dimethylbenzen) a p-xylen (1,4-dimethylbenzen). Stejně jako další xyleny je i p-xylen bezbarvý a vysoce hořlavý.

## Výroba a použití
Xyleny tvoří okolo 1 % hmotnosti ropy. Většina o-xylenu se získává krakováním, kterým se vytváří řada aromatických sloučenin, mezi nimi xyleny. m-Xylen se izomerizuje na o-xylen.
Nejvýznamnějším využitím o-xylenu je výroba ftalanhydridu, který lze přeměnit na řadu dalších látek, jako jsou léčiva. Methylové skupiny se snadno oxidují a halogenují; například reakcí s bromem vzniká xylylendibromid:
C6H4(CH3)2 + 2 Br2 → C6H4(CH2Br)2 + 2 HBr